# St. Margarets Bay
St. Margarets Bay (do 16 January 1950 St. Margaret Bay, 17 stycznia 1951–18 kwietnia 1963 St. Margaret’s Bay) – zatoka (ang. bay) w kanadyjskiej prowincji Nowa Szkocja, w hrabstwach Halifax i Lunenburg; nazwa St. Margaret Bay urzędowo zatwierdzona w 1924 (potwierdzona 6 stycznia 1948).